# Edificio della State Savings Bank
L'Edificio della State Savings Bank (in inglese: State Savings Bank Building) è uno storico edificio commerciale di Sydney in Australia.

## Storia
L'edificio venne fatto erigere dalla Government Savings Bank of New South Wales per diventarne la nuova sede. I lavori di costruzione iniziarono nel 1925 e furono completati nel 1928.

## Descrizione
L'edificio, situato nel CBD di Sydney, presenta uno stile Beaux Arts.